# 犬呼吸道冠狀病毒
犬呼吸道冠狀病毒（Canine respiratory coronavirus、CRCoV）是乙型冠狀病毒屬的一種病毒，與牛冠狀病毒、人類冠狀病毒OC43等感染不同動物的病毒皆屬同種乙型冠狀病毒1型的不同分型，可能是起源於感染牛的病毒。此病毒可感染狗的呼吸道，是造成犬舍咳的病原之一，與感染狗的腸道、屬於甲型冠狀病毒屬的犬冠狀病毒無直接關聯。

## 基因組
犬呼吸道冠狀病毒的基因組約長30900nt，編碼冠狀病毒皆有的複製酶（1a/1b）和刺突蛋白（S）、膜蛋白（M）、外膜蛋白（E）與衣殼蛋白（N）等四種結構蛋白，另外還有血凝素酯酶（HE）與ORF2、ORF4a、ORF4b與ORF4c等四個開放閱讀框編碼輔助蛋白。其基因組中的開放閱讀框順序為1a/1b-ORF2-HE-S-ORF4a-ORF4b-ORF4c-E-M-N。

## 感染
犬呼吸道冠狀病毒最早於2003年在英國犬舍的犬隻中被發現，此病毒感染的傳播力很強，大部分被感染的狗出現咳嗽症狀後可自行痊癒，但亦有少數造成嚴重肺炎的例子。此病毒可與犬副流感病毒、支氣管敗血性博德氏桿菌、犬腺病毒、犬流感病毒、黴漿菌等其他呼吸道病原共同感染，造成犬舍咳，即犬傳染性呼吸道疾病（canine infectious respiratory disease、CIRD）。除呼吸道外，犬呼吸道冠狀病毒也曾在狗的肺、脾臟、淋巴結與腸道中被偵測到。目前尚無疫苗可預防此病毒感染。